# Эд I де Шамплит
Эд (Одон) I Шампанец (фр. Eudes (Odon) I le Champenois; ок. 1123 — 1187 или позже) — сеньор де Шамплит, бургундский государственный деятель.

## Биография
Единственный ребенок, рожденный в браке графа Юга I Шампанского и его второй жены Изабеллы Бургундской. Не был признан Югом I в качестве законного сына.
Арбуа де Жюбенвиль, опираясь на хронику Альберика Труафонтенского, излагает эту историю следующим образом:

Некоторое время спустя он вернулся в Труа, и собрал свой феодальный двор; он находился с несколькими рыцарями и своей молодой женой Элизабет в комнате своего замка, перед освещенным фойе: к нему привели сына, которого Элизабет произвела на свет за год или два до этого. Юг позвал этого сына, который назывался Эдом; и одновременно мать позвала его, а ребенок, испугавшийся старого воителя, тотчас бросился к своей матери. «О, сын мой!» — воскликнула она, — «ты молодец, что пришел ко мне, что тебе делать с этим стариком?» — и дала ему грудь. Юг, никогда не испытывавший особой нежности к Элизабет, разгневался и придал этой незначительной сцене и словам своей жены смысл, расходившийся с намерениями графини. Он вообразил, что Элизабет публично оспорила его отцовство, и что сын Элизабет отказался признать его отцом. В приступе ярости он схватил ребенка: он хотел бросить его в огонь. К счастью, находившиеся там рыцари бросились к нему и остановили; но все, что они смогли сделать, и то с большим трудом, это спасти жизнь бедному ребенку. Юг остался при убеждении, что жена ему изменила, и что юный Эд был плодом внебрачной связи. Лекари, с которыми он посоветовался, укрепили его в этом мнении, заверив, что он был не в состоянии иметь детей, и он изгнал Элизабет и Эда. Чтобы быть уверенным, что этот последний никогда не получит ничего из его наследства, он немедленно передал свои владения своему племяннику Тибо, графу де Блуа, и, расценив супружеские обязанности, как отмененные реальным или мнимым адюльтером своей жены, осуществил задуманный еще десятью годами ранее проект посвятить себя по обету защите паломников и Святой Земли: он вступил в орден тамплиеров.— D'Arbois de Jubainville M.-H. Histoire des ducs et comtes de Champagne. T. II, pp. 135—136
Хронист помещает это событие под 1125 годом.
В историографии Эд Шампанец традиционно считается сыном Юга I Шампанского, незаконно лишенным наследства. Дюно де Шарнаж, являвшийся профессиональным юристом, выразил свое мнение по этому вопросу одной фразой: «Несерьезные основания, которые не помешали бы Эду наследовать графство Шампанское, если бы вопрос решался юстицией, но сила оказалась эффективней».
Повзрослев, Эд обратился за помощью к королю Людовику VII, враждовавшему с Тибо Шампанским, и король Франции начал войну с целью отобрать у Тибо графства Труа, Бар-сюр-Об и Витри, и вернуть их законному наследнику. Арбуа де Жюбенвиль не решается вынести суждения по поводу законности лишения Эда наследства, но в связи с этой войной замечает, что если подозрения Юга были безосновательны, то Эд являлся законным наследником трех графств. Современные любители средневековой генеалогии, ссылаясь на хронику Гийома де Нанжи, также полагают, что признание со стороны французского короля являлось достаточным свидетельством легитимности.
Франко-шампанская война проходила успешно для Людовика, и после взятия Витри, завершившегося знаменитой трагедией, город был передан во владение Эда; «но тому оставалось править среди пепла», а после того, как под давлением Бернара Клервосского и других церковных деятелей, король Франции был вынужден заключить мир с шампанцами, Витри вернулся под власть Тибо.
Став частным лицом, Эд уехал в графство Бургундское, к своему дяде графу Рено. Тот пожаловал племяннику во фьеф сеньории Пон-сюр-Сон и Шамплит (власть над последним Эд делил с сеньорами де Фуван). Кроме этого, он владел землями, доставшимися от матери, и, возможно, какими-то землями, уступленными Тибо. Благодаря удачному браку он поправил свои дела настолько, что смог сделать в 1147 году дарение аббатству Асе, основанному Рено III, и около того же времени — аббатству Обрив.
После того, как император Фридрих Барбаросса женился на двоюродной сестре Эда Беатрисе Бургундской, граф де Шамплит вошел в милость при дворе, получив должность императорского легата, или юстициария в Бургундии, дававшую большое влияние в графстве.
В награду за службу Фридрих и Беатриса пожаловали ему в пожизненное владение Кинье, Лиль и Ломбар. Со своей стороны Эд, владевший аллодом Шампанье, близ Доля, передал его Фридриху и его наследникам, как и прочие аллоды, которые он мог бы получить, приняв его обратно как фьеф, в качестве бенефиция. Также он решил, что все его фьефы и аллоды, в случае отсутствия законного потомства, должны перейти к императору и его наследникам, с правом распоряжаться ими по своему усмотрению. Соответствующий контракт был подписан в Доле за семь дней до августовских календ (26 июля) 1166, в присутствии свидетелей, среди которых были епископы Женевы и Тюля, аббат Клюни, герцог Матье Лотарингский, герцог Ульрих Богемский, граф Генрих фон Нассау, Гоше де Сален, Жирар де Фуван, Пьер де Се, граф Амедей де Монбельяр и Гислеберт, виконт Везуля.
Согласно комментариям Дювернуа к «Историческим запискам» Луи Голлю, Одон де Шамплит, следуя примеру вассального графа Бургундии Этьена I, в 1170 году принял крест и совершил вооруженное паломничество в Святую Землю вместе с Амори III де Жу, Жираром IV де Фуваном, Эдом де Дампьер-сюр-Салоном и другими сеньорами.

## Семья
Жена: Сибилла де Шатийон-сюр-Об, дочь Жобера, виконта Дижонского, сеньора де Ла-Ферте-сюр-Об, и  Гертруды де Бон. Согласно Дюно де Шарнажу, умерла в 1177 и была погребена в аббатстве Асе
Дети:
- Эд II Шампанец (ум. 1204), сеньор де Шамплит. Жена 1) N де Мон-Сен-Жан, дочь Юга, сеньора де Мон-Сен-Жан, и Элизабет де Вержи; 2) (до 1200): Эммелина де Бруа (ум. 1248 или позже), дочь Юга III де Бруа и Изабели де Дрё
- Гийом I де Шамплит (ум. 1210), виконт Дижонский, «князь Ахайи и Мореи». Жена 1): Аликс N (ум. 1196); 2) (1196, развод 1199): Элизабет де Мон-Сен-Жан, дочь Юга, сеньора де Мон-Сен-Жан, и Элизабет де Вержи; 3) (1200): Эсташи де Куртене (ум. после 1235), дочь Пьера Французского, сеньора де Куртене, и Элизабет де Куртене
- Юг де Шамплит (ум. 1196)
- Луи де Шамплит (ум. 1202)
- Беатрис де Шамплит (ум. 1217/1219). Муж 1) (ок. 1170): Симон III де Клермон, сеньор де Клермон (ум. 1190); 2 (ок. 1196): Жоффруа де Водемон (ум. ок. 1239/1240), сеньор де Дёйи

## Комментарии
1. ↑  После роспуска феодального ополчения, собранного в 1124 году Людовиком VI для отражения германской угрозы